# Плеханов, Иван Гаврилович
Ива́н Гаври́лович Плеха́нов (1879, дер. Филипково Переславского уезда Владимирской губернии — 1938, Москва) — иерей Русской православной церкви, священномученик — прославлен в Соборе новомучеников и исповедников Российских.

## Биография
Родился в крестьянской семье. Окончил церковно-приходскую школу. В 1892 г. переехал в Москву. До революции работал в ресторане И. Я. Тестова. В 1919—1925 гг. был диаконом церкви Св. Троицы в Троицкой слободе и поваром у патриарха Тихона. В 1923 г. в связи с арестом патриарха был заключен в Бутырскую тюрьму. В 1925—1936 гг. служил священником в московской церкви Пимена Великого в Новых Воротниках.
В 1936 г. был выслан в Волоколамск, затем служил священником в церкви Димитрия Солунского в с. Дмитриевское Переславского района Ярославской области. В 1938 г. о. Иоанн был арестован в Москве, куда приехал навестить своих духовных чад, обвинен как «участник контрреволюционной монархической группы» и заключен в Таганскую тюрьму. 25 марта 1938 г. был расстрелян по 58 ст. УК РСФСР на полигоне Бутово.
В 1989 г. был посмертно реабилитирован. Место захоронения — Бутовский полигон. В 2000 г. причислен Русской Православной Церковью к лику святых. День памяти 12 (25) марта.